# Rogers Cup 2014
Rogers Cup 2014 presented by National Bank — тенісний турнір, що проходив на відкритих кортах з твердим покриттям. Це був 125-й за ліком Відкритий чемпіонат Канади серед чоловіків і 113-й - серед жінок. Належав до категорії Мастерс у рамках Туру ATP 2014, а також категорії Premier 5 у рамках Туру WTA 2014. Чоловічий турнір відбувся в Rexall Centre у Торонто з 2 до 10 серпня, а жіночий - в Uniprix Stadium у Монреалі, з 2 до 10 серпня 2014 року

## Очки і призові

### Нарахування очок
| Дисципліна                 | П    | Ф   | ПФ  | ЧФ  | 1/8 | 1/16 | 1/32 | Q   | Q2  | Q1  |
| Чоловіки, одиночний розряд | 1000 | 600 | 360 | 180 | 90  | 45   | 10   | 25  | 16  | 0   |
| Чоловіки, парний розряд    | 1000 | 600 | 360 | 180 | 90  | 0    | Н/Д  | Н/Д | Н/Д | Н/Д |
| Жінки, одиночний розряд    | 900  | 585 | 350 | 190 | 105 | 60   | 1    | 30  | 20  | 1   |
| Жінки, парний розряд       | 900  | 585 | 350 | 190 | 105 | 5    | Н/Д  | Н/Д | Н/Д | Н/Д |

### Призові гроші
| Дисципліна                 | П        | F        | ПФ       | ЧФ      | 1/8     | 1/16    | 1/32    | Q2     | Q1     |
| Чоловіки, одиночний розряд | $598,900 | $293,650 | $147,800 | $75,155 | $39,025 | $20,575 | $11,110 | $2,560 | $1,305 |
| Жінки, одиночний розряд    | $441,000 | $220,000 | $110,100 | $50,700 | $25,135 | $12,900 | $6,630  | $3,700 | $1,900 |
| Чоловіки, парний розряд    | $185,470 | $90,800  | $45,550  | $23,380 | $12,080 | $6,370  | Н/Д     | Н/Д    | Н/Д    |
| Жінки, парний розряд       | $122,000 | $61,600  | $30,490  | $15,340 | $7,780  | $3,840  | Н/Д     | Н/Д    | Н/Д    |

## Учасники основної сітки в рамках чоловічого турніру

### Сіяні пари
| Країна          | Гравець               | Рейтинг1 | Сіяний |
| --------------- | --------------------- | -------- | ------ |
| Сербія          | Новак Джокович        | 1        | 1      |
| Швейцарія       | Роджер Федерер        | 3        | 2      |
| Швейцарія       | Стен Вавринка         | 4        | 3      |
| Чехія           | Томаш Бердих          | 5        | 4      |
| Іспанія         | Давид Феррер          | 6        | 5      |
| Канада          | Мілош Раоніч          | 7        | 6      |
| Болгарія        | Григор Димитров       | 9        | 7      |
| Велика Британія | Енді Маррей           | 10       | 8      |
| Японія          | Кей Нісікорі          | 11       | 9      |
| США             | Джон Ізнер            | 12       | 10     |
| Латвія          | Ернестс Гульбіс       | 13       | 11     |
| Франція         | Рішар Гаске           | 14       | 12     |
| Франція         | Жо-Вілфрід Тсонга     | 15       | 13     |
| Іспанія         | Роберто Баутіста Аґут | 16       | 14     |
| Хорватія        | Марин Чилич           | 18       | 15     |
| Італія          | Фабіо Фоніні          | 19       | 16     |
| Іспанія         | Томмі Робредо         | 20       | 17     |

- 1Рейтинг подано станом на 28 липня 2014

### Інші учасники
Учасники, що потрапили до основної сітки завдяки вайлд-кард:
- Френк Данцевич
- Нік Киріос
- Пітер Поланскі
- Джек Сок

Учасники, що потрапили до основної сітки як особливий виняток:
- Дональд Янг

Гравці, що потрапили до основної сітки через стадію кваліфікації:
- Тобіас Камке
- Танасі Коккінакіс
- Бенуа Пер
- Майкл Расселл
- Брейден Щур
- Тім Смичек
- Бернард Томіч

Учасники, що потрапили до основної сітки як щасливий лузер:
- Марінко Матосевич
- Малік Джазірі

### Відмовились від участі
До початку турніру
- Ніколас Альмагро (травма ступні) → його замінив  Едуар Роже-Васслен
- Карлос Берлок → його замінив  Алехандро Фалья
- Хуан Мартін дель Потро (травма зап'ястка) → його замінив  Денис Істомін
- Олександр Долгополов (травма коліна) → його замінив  Жульєн Беннето
- Томмі Гаас (травма плеча) → його замінив  Ллейтон Г'юїтт
- Флоріан Маєр (травма пахвини) → його замінив  Лу Єн-Сун
- Рафаель Надаль (травма зап'ястка) → його замінив  Юрген Мельцер
- Кей Нісікорі (травма правої ступні) → його замінив  Малік Джазірі
- Дмитро Турсунов → його замінив  Ніколя Маю
- Фернандо Вердаско → його замінив  Домінік Тім

Під час турніру
- Рішар Гаске

## Учасники основної сітки в парному розряді

### Сіяні пари
| Країна   | Гравець            | Країна   | Гравець            | Рейтинг1 | Сіяний |
| -------- | ------------------ | -------- | ------------------ | -------- | ------ |
| США      | Боб Браян          | США      | Майк Браян         | 2        | 1      |
| Австрія  | Александер Пея     | Бразилія | Бруно Соарес       | 6        | 2      |
| Канада   | Деніел Нестор      | Сербія   | Ненад Зімоньїч     | 11       | 3      |
| Хорватія | Іван Додіг         | Бразилія | Марсело Мело       | 17       | 4      |
| Франція  | Жульєн Беннето     | Франція  | Едуар Роже-Васслен | 19       | 5      |
| Індія    | Леандер Паес       | Чехія    | Радек Штепанек     | 21       | 6      |
| Іспанія  | Марсель Гранольєрс | Іспанія  | Марк Лопес         | 30       | 7      |
| Франція  | Міхаель Ллодра     | Франція  | Ніколя Маю         | 37       | 8      |

- Рейтинг подано станом на 28 липня 2014

### Інші учасники
Нижче наведено пари, які отримали вайлдкард на участь в основній сітці:
- Френк Данцевич /  Аділ Шамасдін
- Вашек Поспішил /  Джек Сок

### Відмовились від участі
До початку турніру
- Вашек Поспішил (травма правої ноги)

Під час турніру
- Рішар Гаске

## Учасниці основної сітки в рамках жіночого турніру

### Сіяні пари
| Країна     | Гравчиня             | Рейтинг1 | Сіяна |
| ---------- | -------------------- | -------- | ----- |
| США        | Серена Вільямс       | 1        | 1     |
| Чехія      | Петра Квітова        | 4        | 2     |
| Польща     | Агнешка Радванська   | 5        | 3     |
| Росія      | Марія Шарапова       | 6        | 4     |
| Канада     | Ежені Бушар          | 7        | 5     |
| Німеччина  | Анджелік Кербер      | 8        | 6     |
| Сербія     | Єлена Янкович        | 9        | 7     |
| Білорусь   | Вікторія Азаренко    | 10       | 8     |
| Сербія     | Ана Іванович         | 11       | 9     |
| Словаччина | Домініка Цібулкова   | 12       | 10    |
| Данія      | Каролін Возняцкі     | 13       | 11    |
| Італія     | Флавія Пеннетта      | 14       | 12    |
| Італія     | Сара Еррані          | 15       | 13    |
| Іспанія    | Карла Суарес Наварро | 16       | 14    |
| Чехія      | Луціє Шафарова       | 17       | 15    |
| Німеччина  | Андреа Петкович      | 18       | 16    |

- 1 Рейтинг подано станом на 28 липня 2014

### Інші учасниці
Учасниці, що потрапили до основної сітки завдяки вайлд-кард:
- Франсуаз Абанда
- Айла Томлянович
- Александра Возняк

Учасниця, що потрапила в основну сітку, використавши захищений рейтинг:
- Роміна Опранді

Гравчині, що потрапили до основної сітки через стадію кваліфікації:
- Тімеа Бачинскі
- Кікі Бертенс
- Лорен Девіс
- Стефані Дюбуа
- Карін Кнапп
- Моніка Пуїг
- Юлія Путінцева
- Шелбі Роджерс
- Тереза Сміткова
- Коко Вандевей
- Гезер Вотсон
- Яніна Вікмаєр

Такі тенісистки потрапили в основну сітку як щасливий лузер:
- Кароліна Плішкова
- Олена Весніна

### Відмовились від участі
До початку турніру
- Лі На (травма коліна) → її замінила  Алісон Ріск
- Івонн Мейсбургер → її замінила  Барбора Стрицова
- Андреа Петкович (вірусне захворювання) → її замінила  Олена Весніна
- Віра Звонарьова → її замінила  Кароліна Плішкова

### Знялись
- Світлана Кузнецова (особисті причини)

## Учасниці основної сітки в парному розряді

### Сіяні пари
| Країна            | Гравчиня          | Країна    | Гравчиня            | Рейтинг1 | Сіяна |
| ----------------- | ----------------- | --------- | ------------------- | -------- | ----- |
| Італія            | Сара Еррані       | Італія    | Роберта Вінчі       | 2        | 1     |
| Китайський Тайбей | Сє Шувей          | КНР       | Пен Шуай            | 7        | 2     |
| Чехія             | Квета Пешке       | Словенія  | Катарина Среботнік  | 13       | 3     |
| Зімбабве          | Кара Блек         | Індія     | Саня Мірза          | 15       | 4     |
| Росія             | Катерина Макарова | Росія     | Олена Весніна       | 17       | 5     |
| США               | Ракель Копс-Джонс | США       | Абігейл Спірс       | 26       | 6     |
| Угорщина          | Тімеа Бабош       | Франція   | Крістіна Младенович | 31       | 7     |
| Росія             | Алла Кудрявцева   | Австралія | Анастасія Родіонова | 40       | 8     |

- Рейтинг подано станом на 28 липня 2014

### Інші учасниці
Нижче наведено пари, які отримали вайлдкард на участь в основній сітці:
- Франсуаз Абанда /  Стефані Дюбуа
- Габріела Дабровскі /  Шахар Пеєр
- Кірстен Фліпкенс /  Петра Квітова

Наведені нижче пари отримали місце як заміна:
- Дарія Юрак /  Меган Мултон-Леві

### Відмовились від участі
До початку турніру
- Андреа Петкович (вірусне захворювання)

## Фінальна частина

### Чоловіки. Одиночний розряд
- Жо-Вілфрід Тсонга —  Роджер Федерер, 7–5, 7–6(7–3)

### Одиночний розряд. Жінки
- Агнешка Радванська —  Вінус Вільямс, 6–4, 6–2

### Парний розряд. Чоловіки
- Александер Пея /  Бруно Соарес —  Іван Додіг /  Марсело Мело, 6–4, 6–3

### Парний розряд. Жінки
- Сара Еррані /  Роберта Вінчі —  Кара Блек /  Саня Мірза, 7–6(7–4), 6–3